# Attonitus irisae
Attonitus irisae es una especie de peces de la familia Characidae en el orden de los Characiformes.

## Morfología
Los machos pueden llegar alcanzar los 4,6 cm de longitud total.

## Hábitat
Vive en zonas de clima tropical.

## Distribución geográfica
Se encuentran en Sudamérica: ríos acecho y Pachitea en la  cuenca del río Ucayali.